# Biathlon-Weltmeisterschaften 2009
Die 43. Biathlon-Weltmeisterschaften wurden vom 13. bis 22. Februar 2009 im südkoreanischen Pyeongchang ausgetragen. Die Generalprobe zu diesen Weltmeisterschaften hatte vom 27. Februar bis 2. März 2008 auf dem im Bau befindlichen Wettkampfgelände stattgefunden.
Im Folgejahr 2010 standen als Saisonhöhepunkt turnusmäßig die Olympischen Winterspiele auf dem Programm. Deshalb kam 2010 nur die nichtolympische Mixed-Staffel als Weltmeisterschaft zur Austragung.

## Wahl des Ausrichters
Nachdem die Stadt die Abstimmung um die Austragung der Biathlon-Weltmeisterschaften 2008 gegen das schwedische Östersund mit 11:30 Stimmen verloren hatte, setzte sie sich als Ausrichter der Biathlon-Weltmeisterschaften 2009 mit 23:22 Stimmen gegen das russische Chanty-Mansijsk durch. Pyeongchang richtete mit dem Skistadion Alpensia später auch die Olympischen Winterspiele 2018 aus.

## Wettbewerbe
Das Wettbewerbsangebot war identisch mit dem der vorangegangenen Weltmeisterschaften. Mit Sprint, Verfolgung, Einzelwettkampf, Massenstart und Staffel gab es je fünf Disziplinen für Frauen und Männer. Darüber hinaus wurde als elfter Wettbewerb die Mixed-Staffel ausgetragen.

## Doping
Einen Tag vor Beginn der Weltmeisterschaften wurden die Mitglieder des russischen Aufgebotes und amtierenden Welt- bzw. Vizeweltmeister Jekaterina Jurjewa, Albina Achatowa und Dmitri Jaroschenko nach Öffnung der B-Probe vom Weltcup in Östersund im Dezember 2008 des Dopings überführt; sie reisten unmittelbar darauf aus Südkorea nach Moskau ab.

## Resultate Männer

### Sprint 10 km
| Platz | Sportler             | Zeit/Rückstand | Schießfehler |
| ----- | -------------------- | -------------- | ------------ |
| 01    | Ole Einar Bjørndalen | 024:16,5 min   | 2 (1+1)      |
| 02    | Lars Berger          | 0+1,2 s        | 2 (1+1)      |
| 03    | Halvard Hanevold     | +12,5 s        | 0 (0+0)      |
| 04    | Alexander Os         | +24,6 s        | 1 (1+0)      |
| 05    | Maxim Tschudow       | +29,1 s        | 0 (0+0)      |
| 06    | Simon Fourcade       | +50,1 s        | 1 (0+1)      |
| 07    | Michael Greis        | +53,7 s        | 2 (1+1)      |
| 08    | Simon Eder           | +59,2 s        | 1 (0+1)      |
| 09    | Simon Hallenbarter   | +1:11,9 min    | 1 (1+0)      |
| 10    | Janez Marič          | +1:19,0 min    | 1 (1+0)      |
| …     |                      |                |              |

Datum: Samstag, 14. Februar 2009, 11:15 Uhr MEZ

### Verfolgung 12,5 km
| Platz | Sportler             | Zeit/Rückstand | Schießfehler |
| ----- | -------------------- | -------------- | ------------ |
| 01    | Ole Einar Bjørndalen | 031:46,7 min   | 4 (0+2+0+2)  |
| 02    | Maxim Tschudow       | +41,7 s        | 3 (0+0+1+2)  |
| 03    | Alexander Os         | +52,8 s        | 3 (0+0+2+1)  |
| 04    | Tomasz Sikora        | +1:33,4 min    | 3 (0+0+2+1)  |
| 05    | Lars Berger          | +1:52,9 min    | 8 (2+3+1+2)  |
| 06    | Halvard Hanevold     | +2:06,9 min    | 5 (0+1+3+1)  |
| 07    | Andrij Derysemlja    | +2:09,8 min    | 4 (0+1+2+1)  |
| 08    | Martin Fourcade      | +2:20,9 min    | 6 (2+1+2+1)  |
| 09    | Michael Rösch        | +2:29,2 min    | 4 (0+1+2+1)  |
| 10    | Simon Fourcade       | +2:31,7 min    | 6 (2+1+2+1)  |
| …     |                      |                |              |

Datum: Sonntag, 15. Februar 2009, 11:15 Uhr
Einige Läufer, unter anderem Ole Einar Bjørndalen, Lars Berger und Michael Rösch, bekamen eine Zeitstrafe von einer Minute wegen Verlassens der Wettkampfstrecke. Gegen diese Entscheidung wurde von den betroffenen Nationen Protest eingelegt. Dem Protest wurde stattgegeben und die ursprüngliche Reihenfolge wiederhergestellt.

### Einzel 20 km
| Platz | Sportler             | Zeit/Rückstand | Schießfehler |
| ----- | -------------------- | -------------- | ------------ |
| 01    | Ole Einar Bjørndalen | 052:28,0 min   | 3 (0+0+2+1)  |
| 02    | Christoph Stephan    | +14,1 s        | 1 (1+0+0+0)  |
| 03    | Jakov Fak            | +17,1 s        | 1 (0+0+0+1)  |
| 04    | Simon Fourcade       | +18,0 s        | 2 (0+0+1+1)  |
| 05    | David Ekholm         | +26,3 s        | 1 (0+1+0+0)  |
| 06    | Dominik Landertinger | +36,0 s        | 2 (0+0+1+1)  |
| 07    | Iwan Tscheresow      | +37,8 s        | 1 (0+0+0+1)  |
| 08    | Andrij Derysemlja    | +39,1 s        | 2 (1+0+0+1)  |
| 09    | Tomasz Sikora        | +44,9 s        | 4 (0+2+1+1)  |
| 10    | Maxim Tschudow       | +49,3 s        | 2 (2+0+0+0)  |
| …     |                      |                |              |

Datum: Dienstag, 17. Februar 2009, 06:15 Uhr

### Massenstart 15 km
| Platz | Sportler             | Zeit/Rückstand | Schießfehler |
| ----- | -------------------- | -------------- | ------------ |
| 01    | Dominik Landertinger | 038:32,5 min   | 3 (2+0+0+1)  |
| 02    | Christoph Sumann     | 0+8,9 s        | 3 (2+0+0+1)  |
| 03    | Iwan Tscheresow      | +13,9 s        | 2 (2+0+0+0)  |
| 04    | Ole Einar Bjørndalen | +21,1 s        | 3 (1+0+0+2)  |
| 05    | Michael Rösch        | +34,7 s        | 4 (1+0+1+2)  |
| 06    | Tomasz Sikora        | +36,5 s        | 5 (1+2+0+2)  |
| 07    | Maxim Tschudow       | +45,9 s        | 4 (1+0+2+1)  |
| 08    | Simon Eder           | +50,6 s        | 2 (1+0+0+1)  |
| 09    | Simon Fourcade       | +52,8 s        | 3 (2+1+0+0)  |
| 10    | Christian De Lorenzi | +53,5 s        | 3 (0+0+1+2)  |
| …     |                      |                |              |

Datum: Samstag, 21. Februar 2009, 09:45 Uhr

### Staffel 4 × 7,5 km
| Platz | Land/Sportler                                                                                             | Zeit/Rückstand | Strafrunden + Nachlader                 |
| ----- | --- | -------------- | --------------------------------------- |
| 01    | Norwegen 0000Emil Hegle Svendsen 0000Lars Berger 0000Halvard Hanevold 0000Ole Einar Bjørndalen            | 1:08:04,1 h00  | 0+2 2+7 0+0 1+3 0+0 0+0 0+2 0+1         |
| 02    | Österreich 0000Daniel Mesotitsch 0000Simon Eder 0000Dominik Landertinger 0000Christoph Sumann             | 0+12,6 s       | 0+2 0+5 0+0 0+1 0+1 0+0 0+1 0+2 0+0 0+2 |
| 03    | Deutschland 0000Michael Rösch 0000Christoph Stephan 0000Arnd Peiffer 0000Michael Greis                    | 0+32,7 s       | 0+3 0+7 0+1 0+1 0+1 0+3 0+0 0+1 0+1 0+2 |
| 04    | Frankreich 0000Vincent Jay 0000Vincent Defrasne 0000Martin Fourcade 0000Simon Fourcade                    | 0+56,6 s       | 0+1 0+3 0+0 0+2 0+0 0+1 0+1 0+0 0+0 0+0 |
| 05    | Ukraine 0000Oleksandr Bilanenko 0000Wjatscheslaw Derkatsch 0000Andrij Derysemlja 0000Roman Pryma          | 0+1:14,7 min   | 0+4 0+2 0+1 0+1 0+0 0+0 0+1 0+1 0+2 0+0 |
| 06    | Russland 0000Jewgeni Ustjugow 0000Iwan Tscheresow 0000Maxim Maximow 0000Maxim Tschudow                    | 0+1:41,9 min   | 0+3 1+7 0+1 1+3 0+0 0+1 0+2 0+2 0+0 0+1 |
| 07    | Italien 0000Christian De Lorenzi 0000René-Laurent Vuillermoz 0000Christian Martinelli 0000Markus Windisch | 0+2:09,3 min   | 0+3 1+7 0+1 1+3 0+1 0+2 0+0 0+0 0+1 0+2 |
| 08    | Schweiz 0000Ivan Joller 0000Matthias Simmen 0000Thomas Frei 0000Simon Hallenbarter                        | 0+2:20,3 min   | 0+2 0+6 0+0 0+1 0+1 0+2 0+1 0+1 0+0 0+2 |
| 09    | Schweden 0000Magnus Jonsson 0000Mattias Nilsson 0000Björn Ferry 0000Carl Johan Bergman                    | 0+3:11,3 min   | 0+3 2+9 0+0 1+3 0+2 1+3 0+1 0+2 0+0 0+1 |
| 10    | Tschechien 0000Michal Šlesingr 0000Zdeněk Vítek 0000Roman Dostál 0000Jaroslav Soukup                      | 0+3:11,4 min   | 0+2 3+8 0+0 0+0 0+0 1+3 0+2 2+3 0+0 0+2 |
| …     | |                |                                         |

Datum: Sonntag, 22. Februar 2009, 11:15 Uhr

## Resultate Frauen

### Sprint 7,5 km
| Platz | Sportlerin         | Zeit/Rückstand | Schießfehler |
| ----- | ------------------ | -------------- | ------------ |
| 01    | Kati Wilhelm       | 021:11,1 min   | 0 (0+0)      |
| 02    | Simone Hauswald    | 0+9,9 s        | 0 (0+0)      |
| 03    | Olga Saizewa       | +27,1 s        | 0 (0+0)      |
| 04    | Anna Bulygina      | +53,3 s        | 0 (0+0)      |
| 05    | Helena Jonsson     | +54,7 s        | 1 (1+0)      |
| 06    | Andrea Henkel      | +55,0 s        | 2 (1+1)      |
| 07    | Anastasiya Kuzmina | +1:07,3 min    | 1 (0+1)      |
| 08    | Magdalena Neuner   | +1:08,5 min    | 3 (2+1)      |
| 09    | Wolha Nasarawa     | +1:26,3 min    | 1 (0+1)      |
| 10    | Sandrine Bailly    | +1:27,0 min    | 1 (1+0)      |
| …     |                    |                |              |

Datum: Samstag, 14. Februar 2009, 08:45 Uhr

### Verfolgung 10 km
| Platz | Sportlerin         | Zeit/Rückstand | Schießfehler |
| ----- | ------------------ | -------------- | ------------ |
| 01    | Helena Jonsson     | 034:12,3 min   | 2 (2+0+0+0)  |
| 02    | Kati Wilhelm       | +18,3 s        | 6 (1+1+3+1)  |
| 03    | Olga Saizewa       | +24,1 s        | 6 (0+3+1+2)  |
| 04    | Kaisa Mäkäräinen   | +36,9 s        | 2 (1+0+1+0)  |
| 05    | Darja Domratschawa | +39,1 s        | 2 (1+0+1+0)  |
| 06    | Martina Beck       | +46,7 s        | 2 (0+0+1+1)  |
| 07    | Marie-Laure Brunet | +54,9 s        | 0 (0+0+0+0)  |
| 08    | Natalia Levcencova | +1:14,8 min    | 2 (0+0+1+0)  |
| 09    | Tora Berger        | +1:15,9 min    | 3 (0+0+1+2)  |
| 10    | Veronika Vítková   | +1:16,8 min    | 2 (1+0+0+1)  |
| …     |                    |                |              |

Datum: Sonntag, 15. Februar 2009, 09:00 Uhr
Andrea Henkel, Sechste des Sprintrennens, wurde wegen eines Verstoßes gegen die Sicherheitsregeln für den Umgang mit Biathlonwaffen für das Verfolgungsrennen disqualifiziert.

### Einzel 15 km
| Platz | Sportlerin          | Zeit/Rückstand | Schießfehler |
| ----- | ------------------- | -------------- | ------------ |
| 01    | Kati Wilhelm        | 044:03,1 min   | 1 (0+1+0+0)  |
| 02    | Teja Gregorin       | +39,5 s        | 1 (0+0+0+1)  |
| 03    | Tora Berger         | +46,5 s        | 1 (0+0+0+1)  |
| 04    | Anna Carin Zidek    | +58,6 s        | 2 (0+1+0+1)  |
| 05    | Veronika Vítková    | +1:20,8 min    | 1 (0+0+0+1)  |
| 06    | Jelena Chrustaljowa | +1:29,3 min    | 0 (0+0+0+0)  |
| 07    | Éva Tófalvi         | +1:29,9 min    | 1 (0+0+1+0)  |
| 08    | Helena Jonsson      | +1:42,5 min    | 2 (0+0+2+0)  |
| 09    | Sandrine Bailly     | +1:49,4 min    | 0 (0+0+0+0)  |
| 10    | Andrea Henkel       | +1:51,1 min    | 3 (0+2+0+1)  |
| …     |                     |                |              |

Datum: Mittwoch, 18. Februar 2009, 10.15 Uhr

### Massenstart 12,5 km
| Platz | Sportlerin         | Zeit/Rückstand | Schießfehler |
| ----- | ------------------ | -------------- | ------------ |
| 01    | Olga Saizewa       | 034:18,3 min   | 2 (0+0+1+1)  |
| 02    | Anastasiya Kuzmina | 0+7,5 s        | 2 (0+0+1+1)  |
| 03    | Helena Jonsson     | +12,3 s        | 2 (0+0+1+1)  |
| 04    | Wita Semerenko     | +34,6 s        | 0 (0+0+0+0)  |
| 05    | Andrea Henkel      | +35,2 s        | 4 (0+0+2+2)  |
| 06    | Darja Domratschawa | +44,0 s        | 2 (0+0+2+0)  |
| 07    | Magdalena Neuner   | +50,1 s        | 5 (2+0+1+2)  |
| 08    | Marie-Laure Brunet | +51,8 s        | 2 (0+1+0+1)  |
| 09    | Olga Medwedzewa    | +53,7 s        | 3 (0+1+2+0)  |
| 10    | Veronika Vítková   | +56,4 s        | 2 (0+1+1+0)  |
| …     |                    |                |              |

Datum: Sonntag, 22. Februar 2009, 09:00 Uhr

### Staffel 4 × 6 km
| Platz | Land/Sportlerinnen                                                                               | Zeit/Rückstand | Strafrunden + Nachlader                  |
| ----- | ------------------------------------------------------------------------------------------------ | -------------- | ---------------------------------------- |
| 01    | Russland 0000Swetlana Slepzowa 0000Anna Bulygina 0000Olga Medwedzewa 0000Olga Saizewa            | 1:13:12,9 h00  | 0+3 0+6 0+2 0+0 0+0 0+3 0+1 0+2 0+0 0+1  |
| 02    | Deutschland 0000Martina Beck 0000Magdalena Neuner 0000Andrea Henkel 0000Kati Wilhelm             | 0+1:15,1 min   | 0+5 3+8 0+1 0+1 0+2 2+3 0+1 0+1 0+1 1+3  |
| 03    | Frankreich 0000Marie-Laure Brunet 0000Sylvie Becaert 0000Marie Dorin 0000Sandrine Bailly         | 0+1:27,5 min   | 0+3 1+10 0+0 0+1 0+2 0+3 0+0 0+3 0+1 1+3 |
| 04    | Belarus 0000Ljudmila Kalintschyk 0000Darja Domratschawa 0000Wolha Nasarawa 0000Nadseja Skardsina | 0+1:41,7 min   | 0+2 0+6 0+0 0+1 0+1 0+0 0+1 0+2 0+0 0+3  |
| 05    | Schweden 0000Sofia Domeij 0000Helena Jonsson 0000Anna Carin Zidek 0000Anna Maria Nilsson         | 0+2:29,9 min   | 2+5 0+6 0+1 0+2 0+0 0+3 0+1 0+1 2+3 0+0  |
| 06    | Polen 0000Krystyna Pałka 0000Magdalena Gwizdoń 0000Weronika Nowakowska 0000Agnieszka Grzybek     | 0+2:55,8 min   | 0+4 4+10 0+3 0+1 0+0 3+3 0+0 1+3 0+1 0+1 |
| 07    | Volksrepublik China 0000Wang Chunli 0000Liu Xianying 0000Dong Xue 0000Song Chaoqing              | 0+3:15,7 min   | 1+6 0+8 1+3 0+1 0+0 0+2 0+2 0+3 0+1 0+2  |
| 08    | Rumänien 0000Dana Cojocea 0000Éva Tófalvi 0000Mihaela Purdea 0000Alexandra Stoian                | 0+5:02,1 min   | 0+8 3+6 0+0 2+3 0+3 1+3 0+2 0+0 0+3 0+0  |
| 09    | Kanada 0000Megan Imrie 0000Zina Kocher 0000Sandra Keith 0000Megan Tandy                          | 0+5:20,8 min   | 0+5 0+10 0+2 0+3 0+0 0+3 0+1 0+2 0+2 0+2 |
| 10    | Vereinigte Staaten 0000Lanny Barnes 0000Haley Johnson 0000Laura Spector 0000Tracy Barnes         | 0+5:29,5 min   | 0+4 0+6 0+0 0+2 0+2 0+3 0+2 0+1 0+0 0+0  |
| …     |                                                                                                  |                |                                          |

Datum: Samstag, 21. Februar 2009, 11:15 Uhr

## Mixed

### Staffel 2 × 6 km + 2×7,5 km
| Platz | Land/Sportler(innen)                                                                          | Zeit/Rückstand | Strafrunden + Nachlader                 |
| ----- | --------------------------------------------------------------------------------------------- | -------------- | --------------------------------------- |
| 01    | Frankreich 0000Marie-Laure Brunet 0000Sylvie Becaert 0000Vincent Defrasne 0000Simon Fourcade  | 1:10:30,0 h0   | 0+2 0+4 0+0 0+1 0+2 0+0 0+0 0+2         |
| 02    | Schweden 0000Helena Jonsson 0000Anna Carin Zidek 0000David Ekholm 0000Carl Johan Bergman      | 00+6,2 s       | 0+0 0+3 0+0 0+0 0+0 0+1 0+0 0+0 0+0 0+2 |
| 03    | Deutschland 0000Andrea Henkel 0000Simone Hauswald 0000Arnd Peiffer 0000Michael Greis          | 00+9,0 s       | 0+3 0+8 0+0 0+2 0+2 0+1 0+0 0+2 0+1 0+3 |
| 04    | Norwegen 0000Tora Berger 0000Anne Ingstadbjørg 0000Lars Berger 0000Ole Einar Bjørndalen       | 0+52,7 s       | 0+3 1+7 0+0 0+0 0+2 1+3 0+0 0+2 0+1 0+2 |
| 05    | Russland 0000Swetlana Slepzowa 0000Olga Saizewa 0000Iwan Tscheresow 0000Maxim Tschudow        | 0+1:09,5 min   | 0+5 0+6 0+2 0+1 0+1 0+2 0+1 0+1         |
| 06    | Finnland 0000Kaisa Mäkäräinen 0000Mari Laukkanen 0000Paavo Puurunen 0000Timo Antila           | 0+1:13,6 min   | 0+2 0+4 0+0 0+0 0+0 0+1 0+2 0+2         |
| 07    | Italien 0000Michela Ponza 0000Katja Haller 0000Christian De Lorenzi 0000Markus Windisch       | 0+1:29,7 min   | 1+5 0+6 0+0 0+1 0+1 0+1 0+1 0+3 1+3 0+1 |
| 08    | Polen 0000Agnieszka Grzybek 0000Weronika Nowakowska 0000Krzysztof Pływaczyk 0000Tomasz Sikora | 0+1:36,2 min   | 0+4 0+3 0+1 0+0 0+1 0+2 0+2 0+1 0+0 0+0 |
| 09    | Belarus 0000Wolha Nasarawa 0000Darja Domratschawa 0000Rustam Waliullin 0000Sjarhej Nowikau    | 0+2:03,0 min   | 0+3 0+6 0+0 0+2 0+2 0+2 0+1 0+2 0+0 0+0 |
| 10    | Slowakei 0000Anastasiya Kuzmina 0000Martina Halinárová 0000Pavol Hurajt 0000Dušan Šimočko     | 0+2:05,5 min   | 0+3 0+4 0+1 0+1 0+0 0+2 0+1 0+0 0+1 0+1 |
| …     |                                                                                               |                |                                         |

Datum: Donnerstag, 19. Februar 2009, 10:00 Uhr

## Medaillenspiegel
| Platz | Land        | Gold | Silber | Bronze | Gesamt |
| ----- | ----------- | ---- | ------ | ------ | ------ |
| 1     | Norwegen    | 4    | 1      | 3      | 8      |
| 2     | Deutschland | 2    | 4      | 2      | 8      |
| 3     | Russland    | 2    | 1      | 3      | 6      |
| 4     | Österreich  | 1    | 2      | 0      | 3      |
| 5     | Schweden    | 1    | 1      | 1      | 3      |
| 6     | Frankreich  | 1    | 0      | 1      | 2      |
| 7     | Slowenien   | 0    | 1      | 0      | 1      |
| 7     | Slowakei    | 0    | 1      | 0      | 1      |
| 9     | Kroatien    | 0    | 0      | 1      | 1      |

| Platz | Sportler             | Gold | Silber | Bronze | Gesamt |
| ----- | -------------------- | ---- | ------ | ------ | ------ |
| 01    | Ole Einar Bjørndalen | 4    | 0      | 0      | 4      |
| 02    | Lars Berger          | 1    | 1      | 0      | 2      |
| 02    | Dominik Landertinger | 1    | 1      | 0      | 2      |
| 04    | Halvard Hanevold     | 1    | 0      | 1      | 2      |
| 05    | Vincent Defrasne     | 1    | 0      | 0      | 1      |
| 05    | Simon Fourcade       | 1    | 0      | 0      | 1      |
| 05    | Emil Hegle Svendsen  | 1    | 0      | 0      | 1      |
| 08    | Christoph Sumann     | 0    | 2      | 0      | 2      |
| 09    | Christoph Stephan    | 0    | 1      | 1      | 2      |
| 10    | Simon Eder           | 0    | 1      | 0      | 1      |
| 10    | Daniel Mesotitsch    | 0    | 1      | 0      | 1      |
| 10    | Maxim Tschudow       | 0    | 1      | 0      | 1      |
| 10    | Carl Johan Bergman   | 0    | 1      | 0      | 1      |
| 10    | David Ekholm         | 0    | 1      | 0      | 1      |
| 15    | Michael Greis        | 0    | 0      | 2      | 2      |
| 15    | Arnd Peiffer         | 0    | 0      | 2      | 2      |
| 17    | Michael Rösch        | 0    | 0      | 1      | 1      |
| 17    | Jakov Fak            | 0    | 0      | 1      | 1      |
| 17    | Alexander Os         | 0    | 0      | 1      | 1      |
| 17    | Iwan Tscheresow      | 0    | 0      | 1      | 1      |

| Platz | Sportlerin         | Gold | Silber | Bronze | Gesamt |
| ----- | ------------------ | ---- | ------ | ------ | ------ |
| 01    | Kati Wilhelm       | 2    | 2      | 0      | 4      |
| 02    | Olga Saizewa       | 2    | 0      | 2      | 4      |
| 03    | Helena Jonsson     | 1    | 1      | 1      | 3      |
| 04    | Sylvie Becaert     | 1    | 0      | 1      | 2      |
| 04    | Marie-Laure Brunet | 1    | 0      | 1      | 2      |
| 06    | Anna Bulygina      | 1    | 0      | 0      | 1      |
| 06    | Olga Medwedzewa    | 1    | 0      | 0      | 1      |
| 06    | Swetlana Slepzowa  | 1    | 0      | 0      | 1      |
| 09    | Simone Hauswald    | 0    | 1      | 1      | 2      |
| 09    | Andrea Henkel      | 0    | 1      | 1      | 2      |
| 11    | Martina Beck       | 0    | 1      | 0      | 1      |
| 11    | Magdalena Neuner   | 0    | 1      | 0      | 1      |
| 11    | Anna Carin Zidek   | 0    | 1      | 0      | 1      |
| 11    | Anastasiya Kuzmina | 0    | 1      | 0      | 1      |
| 11    | Teja Gregorin      | 0    | 1      | 0      | 1      |
| 16    | Sandrine Bailly    | 0    | 0      | 1      | 1      |
| 16    | Marie Dorin        | 0    | 0      | 1      | 1      |
| 16    | Tora Berger        | 0    | 0      | 1      | 1      |